# Liste der Bodendenkmale in Müglitztal
In der Liste der Bodendenkmale in Müglitztal sind die Bodendenkmale der Gemeinde Müglitztal und ihrer Ortsteile nach dem Stand der Auflistung von Harald Quietzsch und Heinz Jacob aus dem Jahr 1982 aufgelistet. Eventuelle Änderungen und Ergänzungen, insbesondere aus der Zeit nach der Wende, sind nicht berücksichtigt, da für Sachsen aktuell keine neueren allgemein zugänglichen Bodendenkmallisten vorliegen. Die Baudenkmale sind in der Liste der Kulturdenkmale in Müglitztal aufgeführt.
| Denkmal-ID | Fundart            | Ortsteil       | Bezeichnung | Zeitstellung | Lage                                                                       | Bemerkungen | Bild |
| ---------- | ------------------ | -------------- | ----------- | ------------ | -------------------------------------------------------------------------- | --- | ---- |
| ?          | Befestigung > Burg | Burkhardswalde | Wehranlage  | Mittelalter  | nördlicher Ortsrand, unmittelbar nördlich des Wirtschaftsbereichs des Guts | Turmhügelburg in Spornlage, Graben teilweise erhalten, Schutz seit 26. November 1936, erneuert 21. Dezember 1959 |      |
| ?          | Befestigung > Burg | Maxen          | Wehranlage  | Mittelalter  | südöstlicher Ortsrand, südlicher Bereich des Guts                          | Abschnittsbefestigung in Spornlage, Gräben verfüllt, durch Schloss überbaut, Schutz seit 7. Juni 1962            |      |
| ?          | Befestigung > Burg | Weesenstein    | Wehranlage  | Mittelalter  | südwestlicher Ortsrand, Schlossbereich                                     | Spornburg, überbaut                                                                                              |      |